# Жлобізна
Жлобізна (пол. Żłobizna, нім. Schüsselndorf) — село в Польщі, у гміні Скарбімеж Бжезького повіту Опольського воєводства.
Населення — 566 осіб (2011).

## Демографія
Демографічна структура станом на 31 березня 2011 року:
|          | Загалом | Допрацездатний вік | Працездатний вік | Постпрацездатний вік |
| -------- | ------- | ------------------ | ---------------- | -------------------- |
| Чоловіки | 273     | 52                 | 198              | 23                   |
| Жінки    | 293     | 55                 | 170              | 68                   |
| Разом    | 566     | 107                | 368              | 91                   |